# Джеваншир, Халаф-бек
Хала́ф-бек Джеванши́р (азерб. Xələf bəy Cavanşir, 10 мая 1791 — 14 декабря 1835) — азербайджанский военный деятель XIX века. С 1817 года на службе у Мехти Кули-хана.

## Биография
Халаф-бек — сын Ширин-бека Джеваншира, происходил родом из оймака (ветвь племени) Яглавенда. По отцу приходился внуком Сафи-хану Джеванширу. В документах того периода указывается о дворянском титуле. Его род утратил власть в результате войны против Панах Али-хана.
Юношество провёл в Яглавенде. Получил образование в мусульманском духовном училище; его также обучали ездить верхом и владеть оружием. В августе 1817 года, в 26 лет, поступил на ханскую службу и стал телохранителем Мехти-Кули-хана, сопровождая его повсюду следующие 5 лет.
В ноябре 1822 года бежал в Иран. Став командующим конного отряда Карабахского ханства, принял активное участие в русско-персидской войне 1826—1828 годов, где отличился своими особыми заслугами, оказанными персидской армии.
По возвращении домой в 1829 г. решает продолжить сопротивление царским властям. Он становится героем в лице азербайджанского народа подобно своему деду Сафи-хану. Первым делом он поднимает восстание против власти с помощью своих односельчан в Карабахе. Из документов известно, что он отказался от всех титулов.
Умер в 1835 году, похоронен в селе Яглевенд в Физулинском районе.

### Семья
Он был женат на дочери Нур-Мухаммед-ага Джеваншира — Шахрибану-ханума (ум. в 1867 г). Чета имела четырех сыновей: Нур-Мухаммед-ага , Азим-Мухаммед-ага, Аббас-Кули-ага и Ширин-ага. Согласно архивным материалам, потомки его носили фамилию Халафовы.